# Ablepharus grayanus
Ablepharus grayanus es una especie de lagarto escincomorfo de la familia Scincidae.

## Distribución geográfica
Se encuentra en el suroeste de India (Gujarat), sur de Pakistán, Afganistán, región montañosa de Asia central (posiblemente Kirguistán) e Irán.

## Sistemática
Fue descrita en 1872 por Ferdinand Stoliczka con el nombre de Blepharosteres grayanus y como la especie tipo del género Blepharosteres. La localidad tipo es «Waggur district, N.E. Cutch» y recibe su nombre específico en honor al herpetólogo británico John Edward Gray. No se conocen subespecies.